# Clara de la Rocha
Clara de la Rocha  (* 19. Jahrhundert in Durango, Mexiko; † 1. Juni 1970 in Sinaloa, Mexiko) war eine mexikanische  Revolutionärin und Soldadera. Die Frisur von Clara de la Rocha auf einem Foto zusammen mit ihrem Vater war wahrscheinlich die Inspiration für Prinzessin Leias Frisur im Film Star Wars von 1977.

## Leben und Werk
La Rocha war die Tochter des Viehzüchters und Revolutionsführers Herculano de la Rocha und María del Refugio Ríos Angulo. Ihre Familie, die zwischen Durango und Sinaloa lebte, spielte eine entscheidende Rolle im revolutionären Kampf in Mexiko. Sie schloss sich 1910 der Maderista-Bewegung an und kämpfte an der Seite ihres Vaters im Norden Mexikos gegen die Bundestruppen. Sie wurde Guerillakommandantin und später Oberst.
Während der Revolution beteiligte sie sich aktiv an mehreren wichtigen Schlachten. Sie war Kommandantin einer Guerilla während der Erstürmung von Culiacáni im Bundesstaat Sinaloa im Jahr 1911, wo sie den Angriff auf die Casa de Moneda anführte. Sie nahm auch an der Schlacht um die Kirche Santuario teil, wo die Revolutionäre die Kapitulation der Bundessoldaten erzwangen. Im Kampf gegen das Regime von Porfirio Díaz erlangte sie schließlich den Rang einer Coronela (Oberst).
1900 heiratete sie Enrique Rivas Coronel in Topia in Durango und bekam mit ihm mindestens vier Söhne und eine Tochter.
Sie starb 1970 im Alter von 80 Jahren und wurde im Zivilpantheon von Culiacán begraben.